# Walter Giffard
Walter Gautier Giffard también Giffard de Barbastre, señor de Longueville, fue un barón normando, un Señor feudal en Inglaterra y caballero cristiano que luchó contra los sarracenos en España durante la Reconquista. Es uno de los aproximadamente 15 compañeros conocidos de Guillermo el Conquistador en la batalla de Hastings en 1066.

## Vida
Walter era hijo de Osbern de Bolbec, señor de Longueville, y de Avelina (una hermana de Gunnora de Crepon). Era, por tanto, pariente de Guillermo el Conquistador. Desde mediados de la década de 1040 el nombre de Walter aparece como uno de los leales partidarios de Guillermo.  Walter participó en la batalla de Mortemer y estuvo entre los barones normandos que derrotaron a los condes franceses Odo y Renaud que atacaba Normandía desde el este. Él y Roberto de Eu, se encontraron con el ejército de Odo acampado en el pueblo de Mortemer, sin vigilancia y con los soldados borrachos. Los normandos atacaron a los franceses mientras dormían, y la mayoría fueron asesinados o hechos prisioneros, aunque el propio Odo escapó. Cuando Enrique I se enteró del resultado de la batalla abandonó Normandía rápidamente. En 1054 Walter dirigió la resistencia del castillo de Arques, ante el asedio de Guillermo de Talou, que se había rebelado contra el Conquistador. 
Como muchos otros caballeros normandos y franceses que vivieron a caballo entre los siglos XI y XII, Walter participó en la Reconquista en España ( c. 1064–1065
 ) contra los sarracenos. Su epíteto le Barbastre lo ganó durante su participación en el Sitio de Barbastro, una empresa sancionada por el Papa Alejandro II contra los moros en 1064, una de las hazañas más famosas de esa época. Para la época de la Conquista de Inglaterra, Walter había regresado a Normandía con un regalo de un rey español para el duque Guillermo, un magnífico caballo de guerra, el mismo que Guillermo montaría durante la batalla de Hastings. El rey español era, con toda probabilidad, Sancho Ramírez de Aragón (1063-1094), que mantenía relaciones con la nobleza y los caballeros del norte de Francia. Walter peregrinó a Santiago de Compostela, tras el asedio de Barbastro y antes de regresar a Normandía. 
A comienzos de enero de 1066, después de que Guillermo el Bastardo tuviera noticia de la coronación de Harold Godwinson como rey de Inglaterra, convocó el Consejo de Lillebonne, que incluía a seis de sus principales magnates clave, entre los que se encontraba Walter Giffard. Todos se mostraron de acuerdo con el plan de Guillermo de invadir Inglaterra, aunque sugirieron convocar una reunión de todos sus vasallos. Durante la preparación de la batalla de Hastings, Walter fue uno de los magnates normandos que proporcionó barcos, unas treinta naves y fue uno de los dos a los que les fue ofrecido el privilegio de llevar el estandarte de Guillermo en el campo de batalla, aunque lo rechazó respetuosamente, ya que aunque tenía cierta edad, quería tener ambas manos libres para luchar. Como recompensa, recibió la baronía feudal de Long Crendon,  que comprendía 107 señoríos, 48 de los cuales estaban en Buckinghamshire, siendo su caput Long Crendon, Buckinghamshire. Desconocemos la fecha de su muerte, pero su hijo Walter le sucedió antes de 1085. 

## Familia
Walter estaba casado con Ermengarde, hija de Gerard Flaitel.   Walter y Ermengarde fueron padres de:
- Walter Giffard, primer conde de Buckingham . [15]
- William Giffard, obispo de Winchester. [16] [17]
- Rohese Giffard (m. después de 1113), se casó con Richard Fitz Gilbert, señor de Clare. [15]